# Superwoman (Alicia Keys)
Superwoman è una canzone della cantautrice soul americana Alicia Keys, estratta come quarto ed ultimo singolo dal suo terzo studio album, As I Am. Il brano è scritto e prodotto in collaborazione con Linda Perry. Alicia ha dichiarato che la canzone è la sua preferita dell'album, quella che esegue più volentieri. La canzone ha vinto un Grammy Award nel 2009 come "Migliore performance vocale R&B femminile".

## Significato del testo
(da una conferenza stampa, 2007)
Alicia ha scritto la canzone in seguito ad alcuni problemi familiari: la sua famiglia dipendeva esclusivamente da lei e ciò comportava un grande senso di responsabilità e di tristezza nella cantante. Per questo motivo, dopo essere partita per due settimane in viaggio da sola in Egitto, ha scritto il brano, che rappresenta quindi un'auto-incoraggiamento in un momento di grande debolezza.
Alicia si definisce una Superdonna e rivolge poi il messaggio a tutte le donne.

## Video
Il video della canzone è stato girato il 9 luglio 2008 a Los Angeles, con la regia di Chris Robinson, già autore dei video di molte canzoni della cantautrice.

Nel video, Alicia interpreta diverse donne, tra cui una madre single con un bambino che vuole entrare all'università, una astronauta, una donna africana e una donna d'affari. Le scene ritraggono i vari problemi nella vita di queste donne e alla fine del video il viso di Alicia si trasforma nel viso di altre donne, che nonostante i loro problemi riusciranno ad ottenere ciò che cercavano. Il video è in rotazione nelle principali emittenti televisive. Nel video appare l'attrice Jada Pinkett Smith assieme al figlio Jaden.

## Classifiche
La canzone è stata pubblicata in tutto il mondo ma non ha ottenuto un grande successo nelle classifiche mondiali, essendo l'ultimo singolo dell'album. In America ha raggiunto in quattro settimane la posizione numero 12 della classifica R&B, mentre negli altri paesi non ha avuto un grande impatto commerciale.
| Classifica (2008) | Posizione massima |
| ----------------- | ----------------- |
| Australia         | 57                |
| Austria           | 43                |
| Germania          | 43                |
| Giappone          | 27                |
| Paesi Bassi       | 28                |
| Svezia            | 32                |
| Stati Uniti       | 82                |